# Petites Servantes du Sacré-Cœur
Les Petites Servantes du Sacré-Cœur (en latin : Congregationis Parvarum Ancillarum a Sacro Corde) sont une congrégation religieuse féminine enseignante et hospitalière de droit pontifical.

## Historique
La congrégation est fondée le 9 août 1915 à Città di Castello par Mgr Charles Liviero (1866-1932) pour les enfants orphelins à cause de la Première Guerre mondiale, l'éducation de la jeunesse et l'assistance aux personnes âgées et aux malades. 
La préparation à la vie religieuse des premières aspirantes est d'abord prise en charge par Louise Cunial, des sœurs servantes de Marie réparatrice mais la direction est rapidement confiée à Geltrude Billi, des oblates de Saint François de Sales.
L'institut est reconnu de droit diocésain le 16 novembre 1916 et reçoit le décret de louange le 17 mai 1938. 

## Activités et diffusion
Les Petites Servantes dirigent des écoles, des foyers pour mineurs et femmes en difficulté, des établissements de colonies de vacances (mer et montagne) et des maisons de retraites pour personnes âgées.
Elles sont présentes en: 
- Europe : Italie, Albanie, Suisse.
- Amérique : Équateur.
- Afrique : Kenya, Ouganda.

La maison généralice est à Rome.
En 2017, la congrégation comptait 230 sœurs dans 32 maisons.